# Rupe Toppin
Ruperto Toppin (Ciudad de Panamá, 7 de diciembre de 1941) es un ex jugador de béisbol profesional. Fue un lanzador derecho que apareció en dos juegos de Grandes Ligas para los Kansas City Athletics 1962, aunque su carrera profesional duró una década completa (1960-1969). 

## Carrera
Las dos apariciones de Toppin en la MLB, ambas como relevista, se produjeron con cuatro días de diferencia a mediados de la temporada de 1962. Lanzó una entrada en blanco contra los Orioles de Baltimore el 28 de julio, permitiendo sólo un hit, un sencillo a Dave Nicholson, quien luego fue borrado en una doble matanza. Luego, el 1 de agosto, Toppin no permitió hits en una entrada total lanzada contra los Tigres de Detroit, pero cedió cinco bases por bolas y tres carreras limpias. En ese juego, llegó al bate por única vez en su carrera en las Grandes Ligas y conectó un sencillo ante Howie Koplitz para un promedio de bateo perfecto de 1.000 en su carrera. En dos entradas lanzadas en las Grandes Ligas, Toppin ponchó a uno, dio cinco boletos y solo permitió el hit a Nicholson. Su carrera limpia promedia 13,50.